# Hensmania turbinata
Hensmania turbinata är en grästrädsväxtart som först beskrevs av Stephan Ladislaus Endlicher, och fick sitt nu gällande namn av William Vincent Fitzgerald. Hensmania turbinata ingår i släktet Hensmania och familjen grästrädsväxter. Inga underarter finns listade i Catalogue of Life.